# Histoire d'Albert

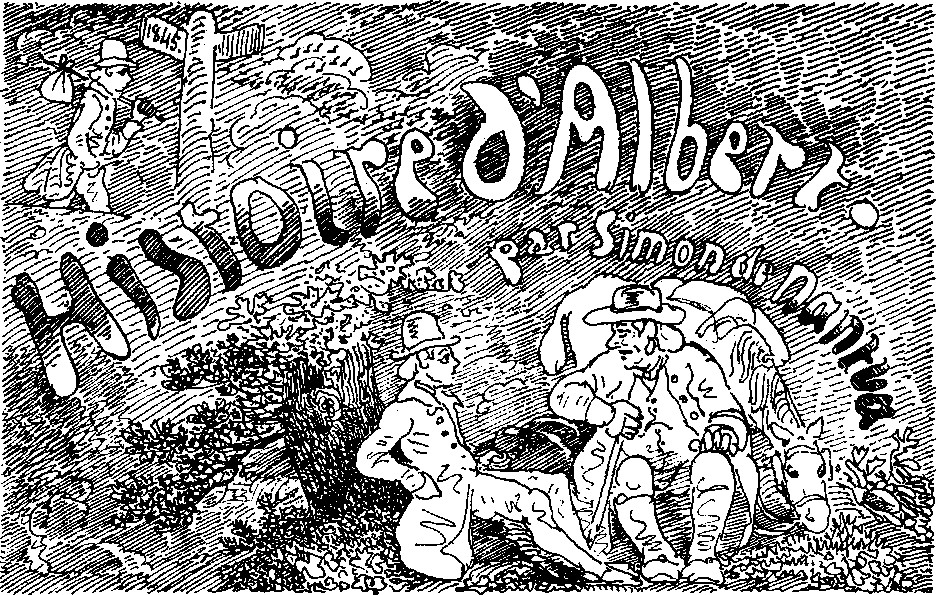
Histoire d'Albert, p. 02

Histoire d’Albert est une « littérature en estampes » du Suisse Rodolphe Töpffer, publié sous le pseudonyme de Simon de Nantua. Elle a été dessinée en 1844, autographiée et publiée en 1845.

## Synopsis

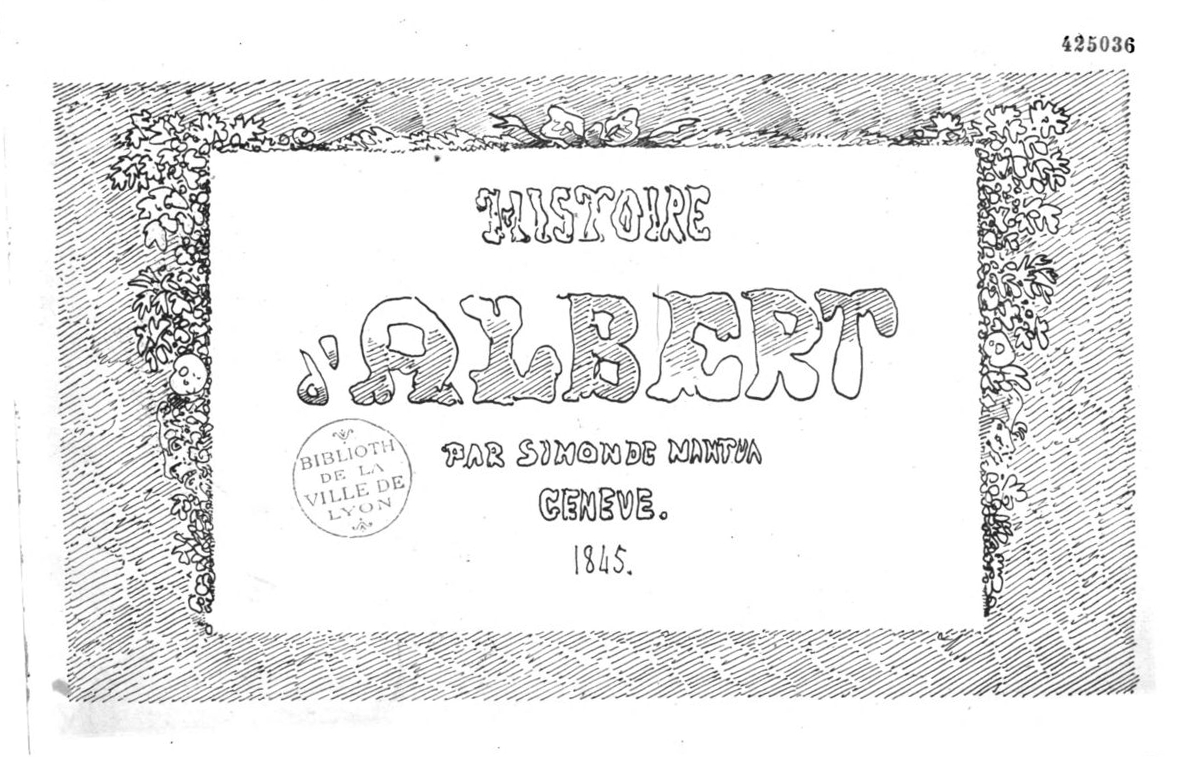
Histoire d'Albert édité à Genève en 1845, comportant 40 pages illustrées selon un format à l'italienne.

Histoire d'Albert est directement dirigée contre James Fazy, fondateur du Parti Radical, et est la seule histoire de Töpffer faisant référence au contexte politique de l'époque. 
Albert est un dilettante s'enrichissant en fondant un journal qui met Genève à feu et à sang. Les clefs d'interprétation sont transparentes : Simon, l'exact contraire d'Albert, croise celui-ci à la planche 30 où il tente de le remettre dans le droit chemin.
Töpffer a publié cette histoire autographique sous le nom de Simon de Nantua. 

## Galerie

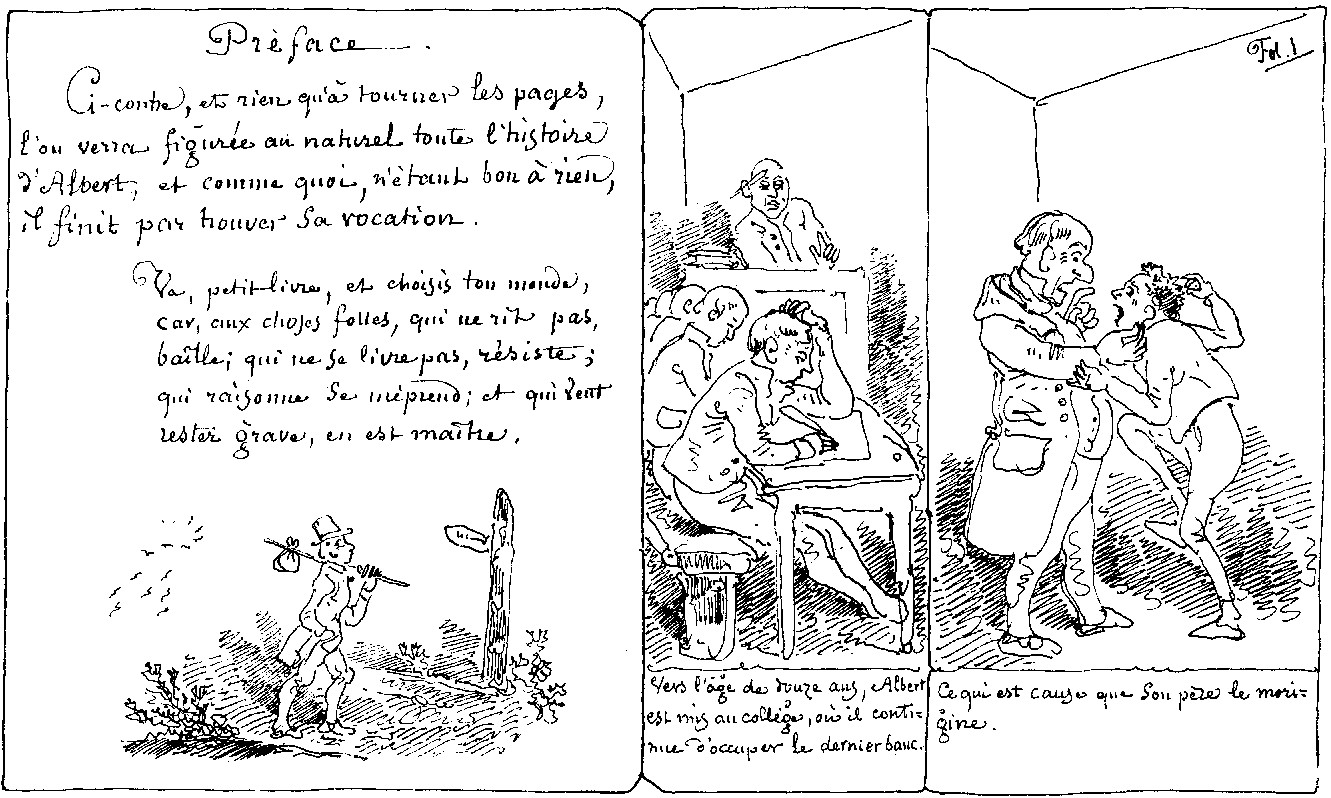
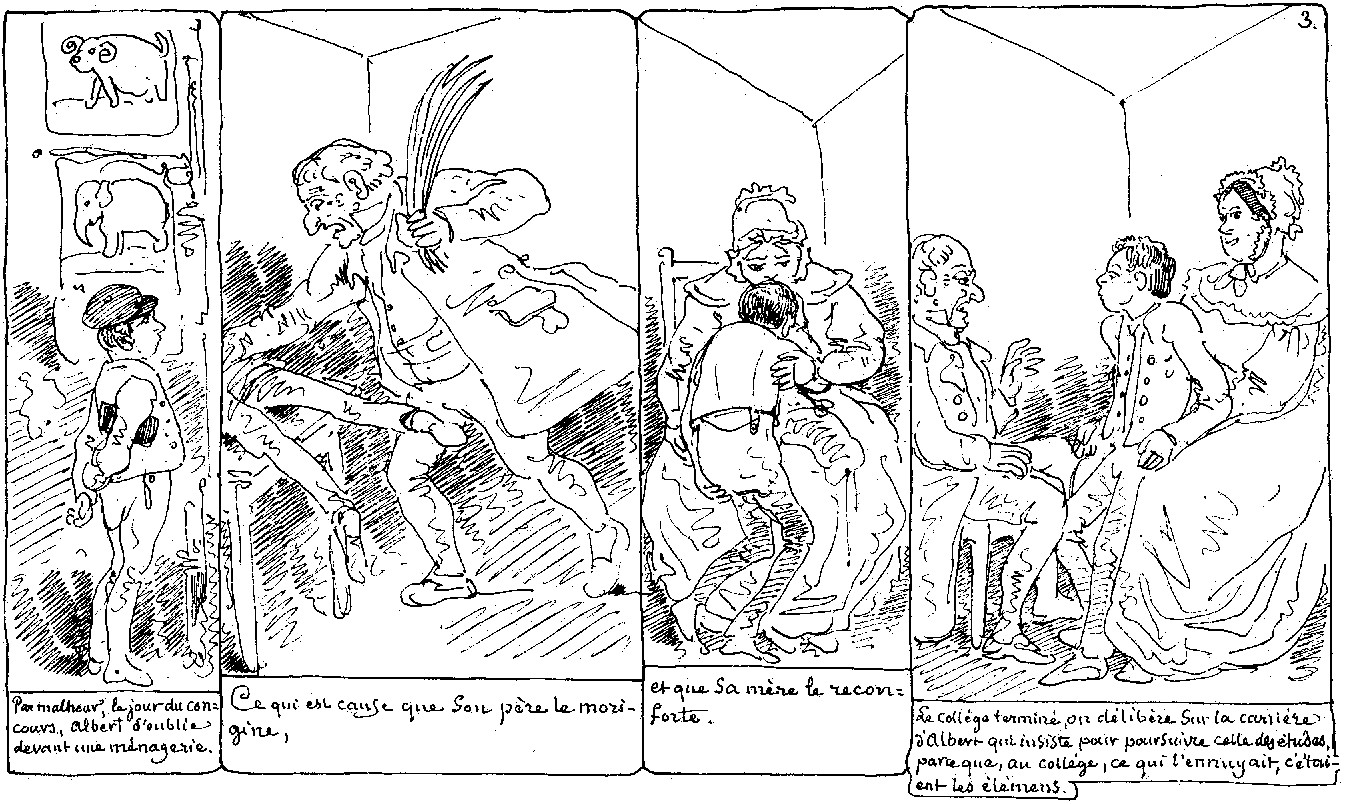
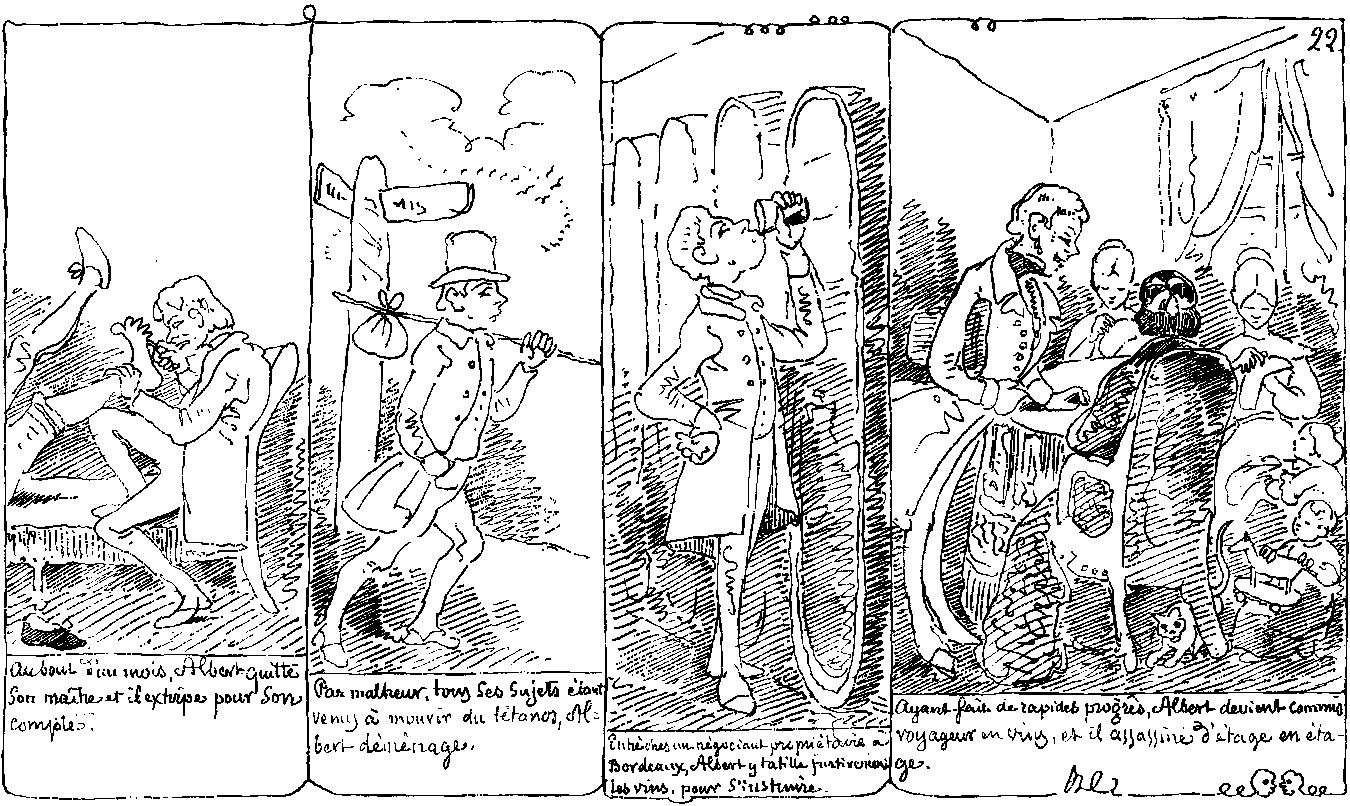
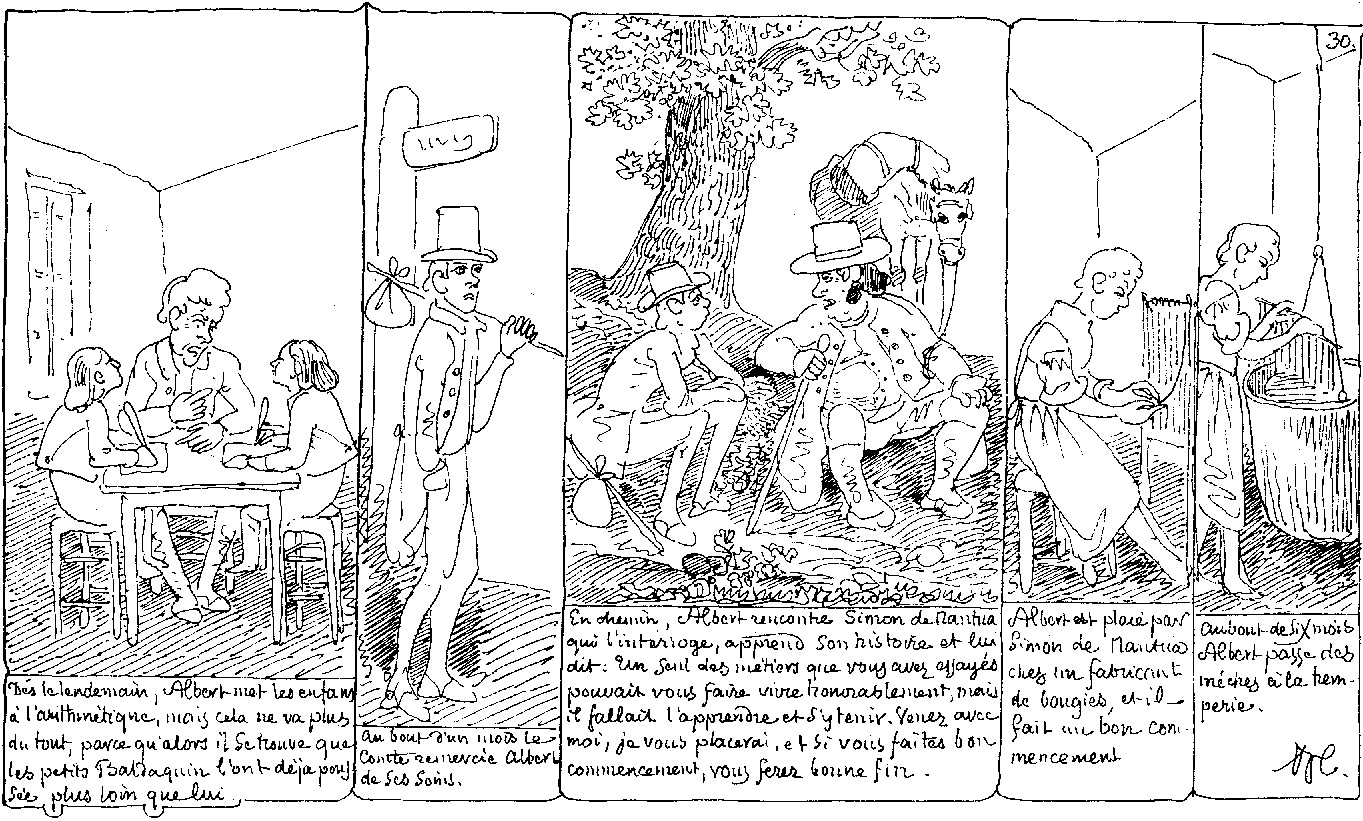
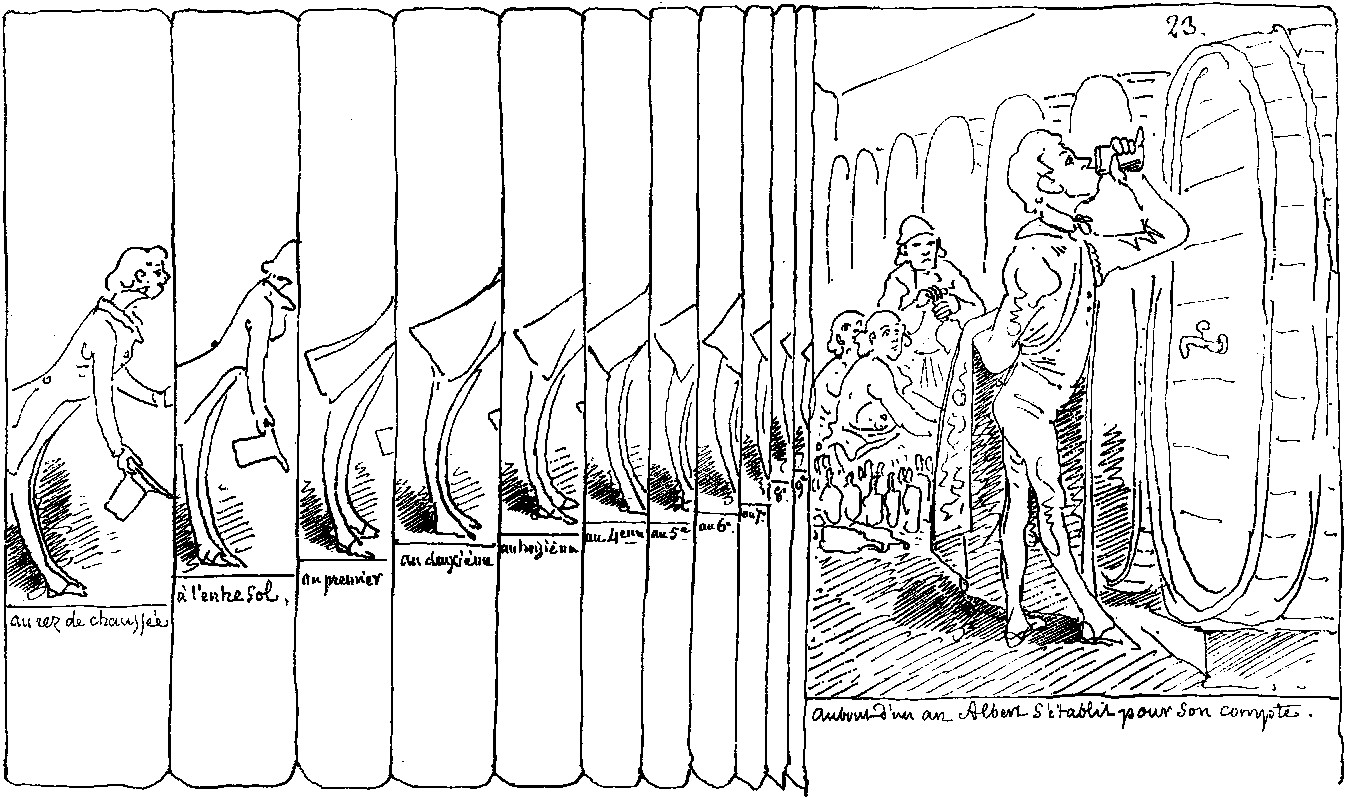
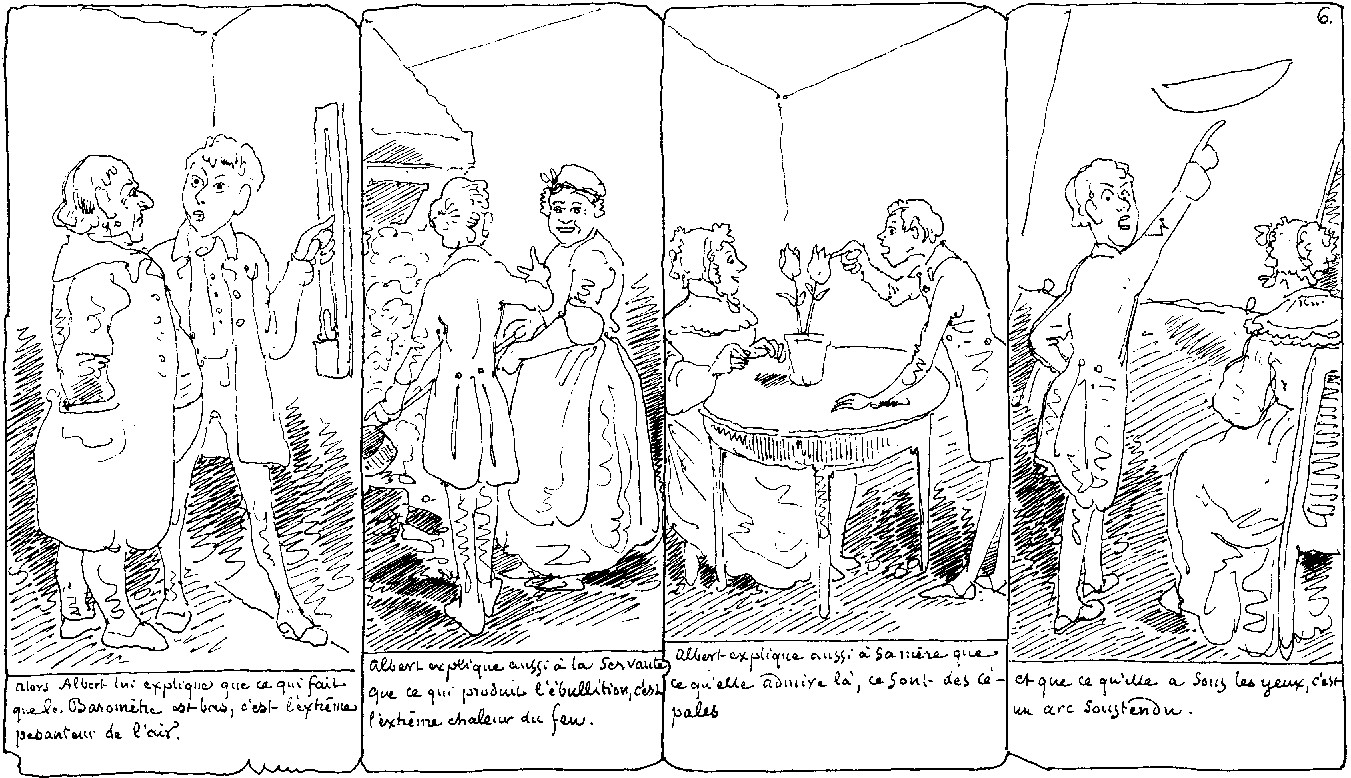
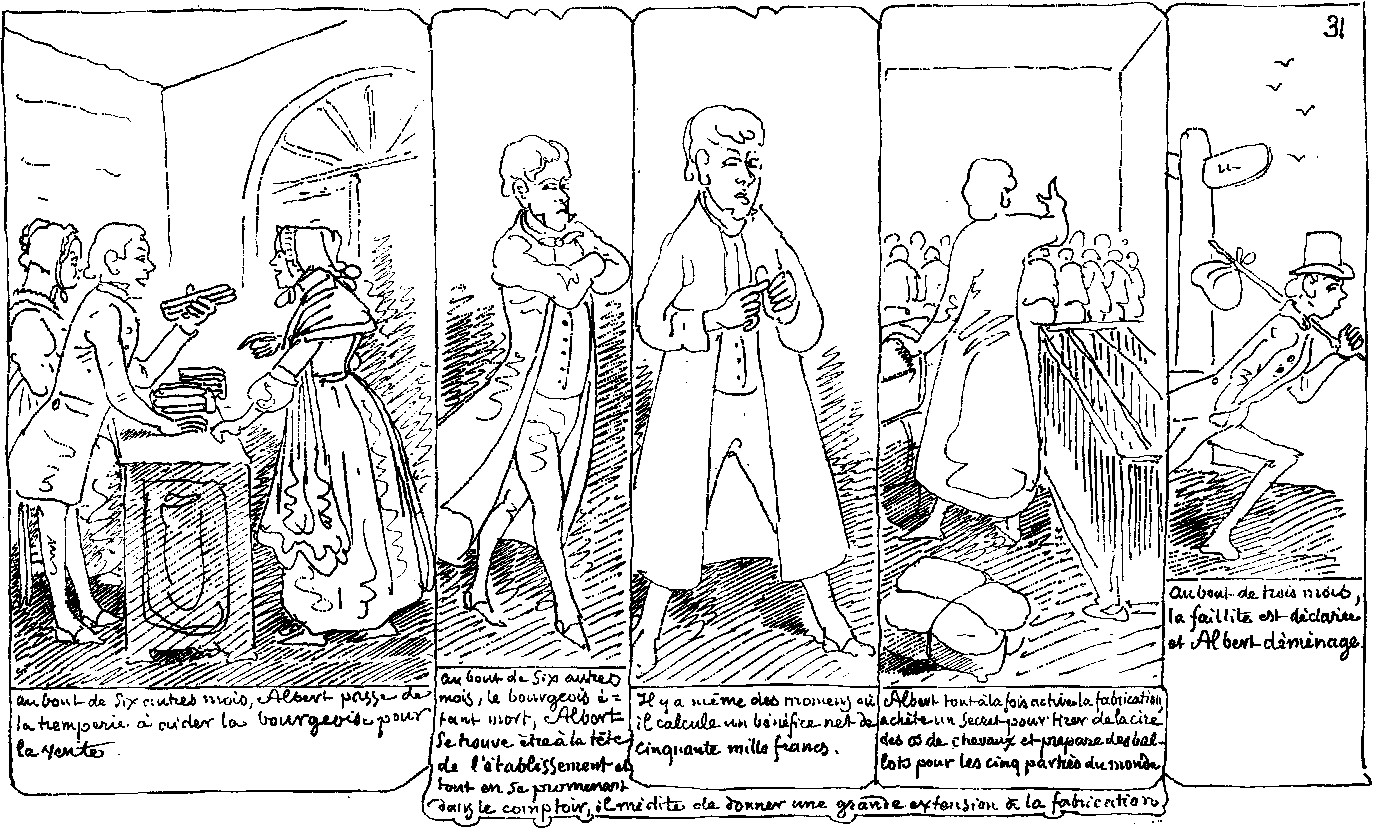
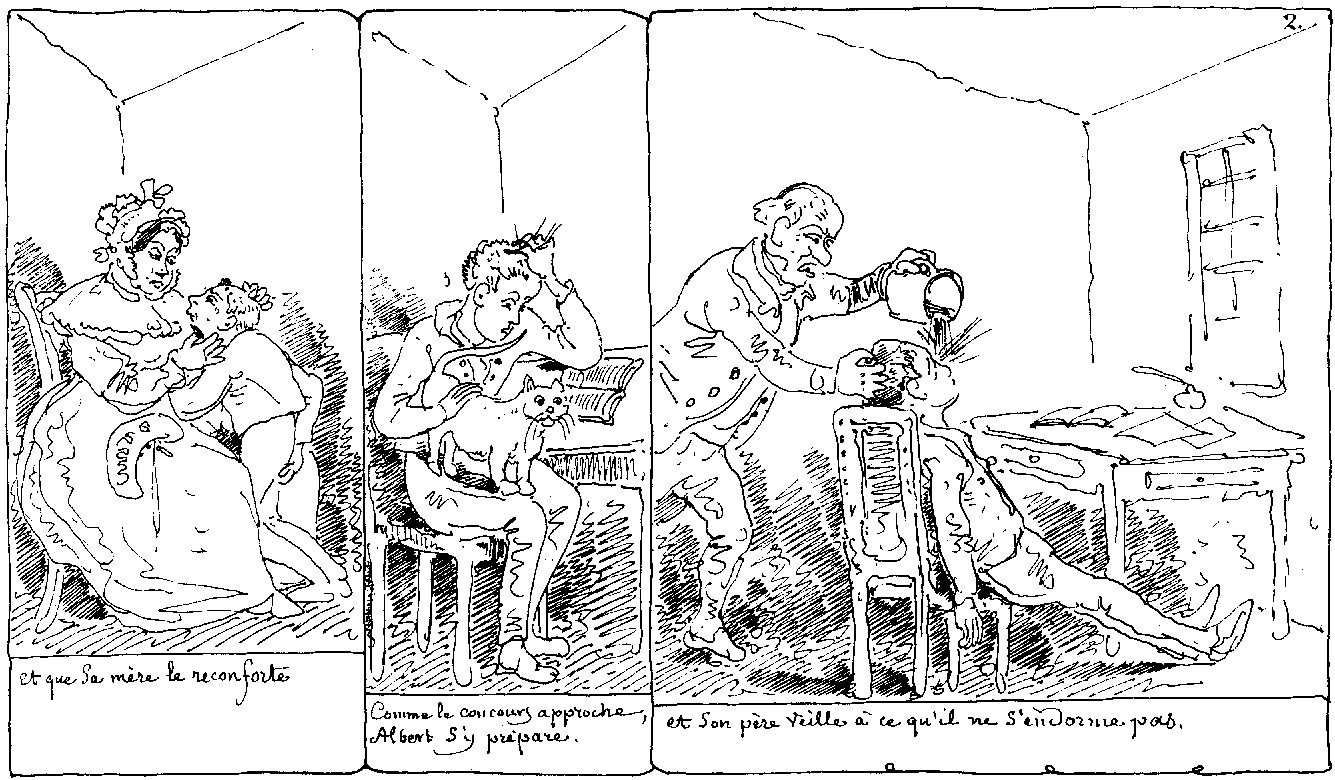
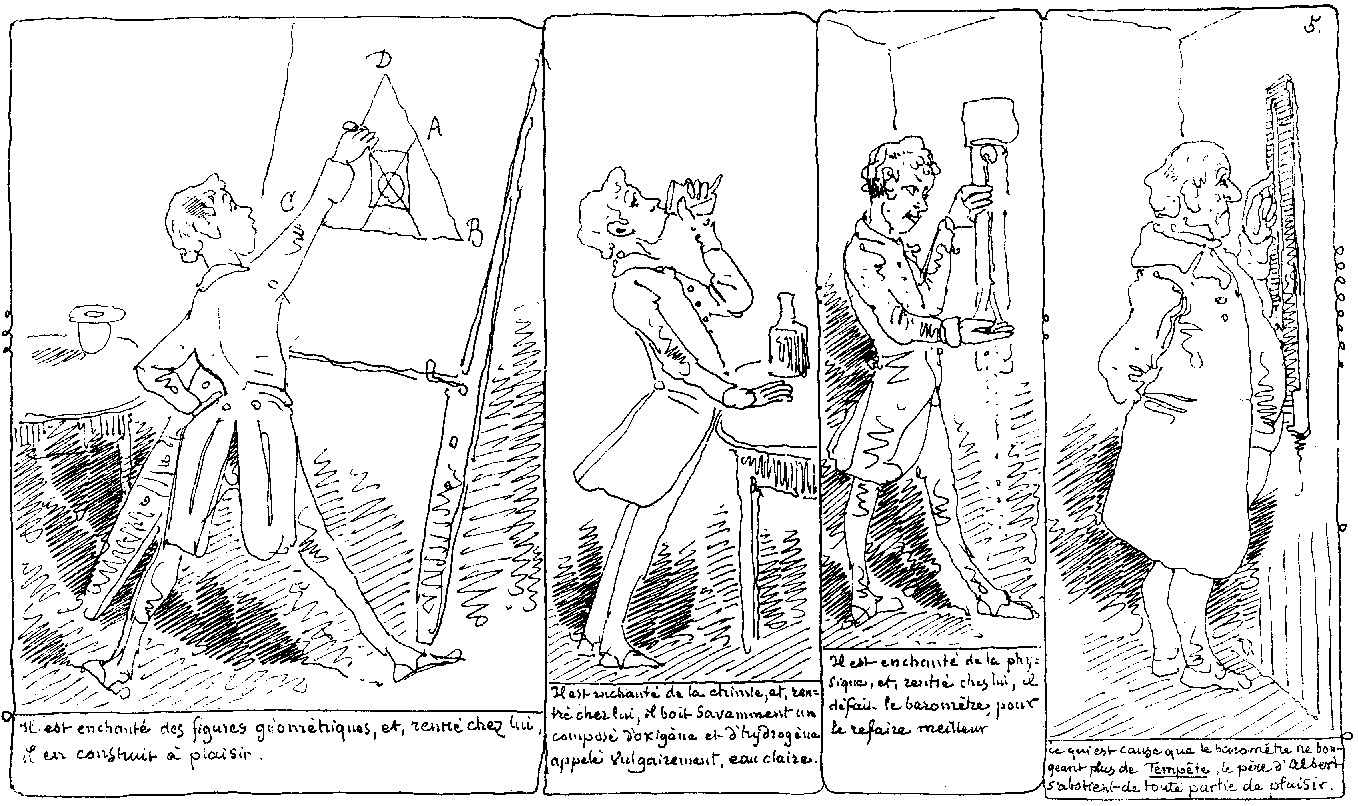
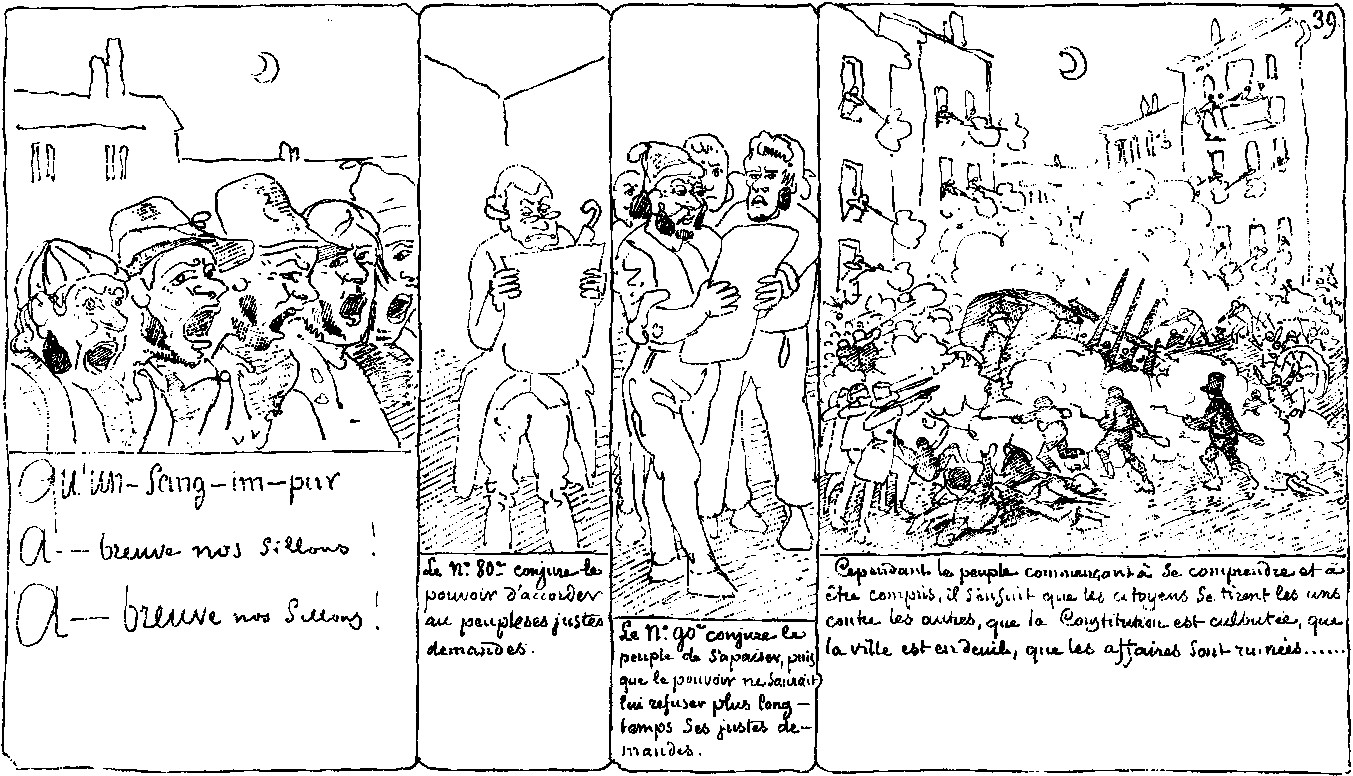